# Micro Mutants
 (avril 2019).
Si vous disposez d'ouvrages ou d'articles de référence ou si vous connaissez des sites web de qualité traitant du thème abordé ici, merci de compléter l'article en donnant les références utiles à sa vérifiabilité et en les liant à la section « Notes et références ».
Micro Mutants est un jeu basé sur le principe des puces, édité en France par Darwin Project. Il fut d'abord édité en Italie, puis aux États-Unis sous le nom de X-BUGS (une version un peu plus complexe).
Il demande de l'adresse mais aussi une bonne stratégie. Bien que nombreuses, les règles sont assez simples et on se prend vite au jeu une fois qu'on l'a un peu pris en main. Les particularités de certains pions donnent souvent lieu à des retournements de situation qui rendent le jeu vraiment original.
Ce jeu présente quelques différences selon les pays où il est édité. Par exemple, dans la version américaine, chaque race possède trois bases au lieu de deux et quelques pions en plus, et les capacités spéciales de certain pions ne sont actives que lorsque certaines bases sont placées côté "fort".

## Histoire
La Terre est envahie par des races d'insectes extraterrestres agressifs et surévolués. Les humains envoient à leur tour des insectes génétiquement modifiés pour la défendre. Cela donne lieu à des combats sans merci où des guêpes mutantes à la technologie ultra avancée affrontent les pouvoirs magiques de mites japonaises.

## Les races
Il y a dans ce jeu six races différentes. Une moitié est terrienne, l'autre extraterrestre. Elles sont réparties dans trois boîtes. Comme chaque boîte est disponible en deux jeux de couleurs de pions, il est théoriquement possible, en en achetant 6, de jouer à 12. Plus raisonnablement, on peut facilement jouer à 4 avec 2 boîtes.

### Boîte n°1
- Les Usatropodes sont des cafards génétiquement modifiés par les services secrets américains. Équipés des plus puissantes nano-armes jamais créées, ils luttent pour sauver le monde…

- Les Exoborgs sont des guêpes dont la faiblesse physique est largement compensée par leur incroyable avancée technologique. Leur but est d'envahir la galaxie et ils s'y emploient à grand renfort de téléporteurs, de champs de force et de répulseurs.

### Boîte n°2
- Les Russoptères sont des troupes créées durant la guerre froide, décryogénisées, endoctrinées et surentraînées. Leurs unités sont proches de celles de l'Armée rouge, vous y trouverez des Ouvriers, Kommissaires, Tanks ou Lance-roquettes (Katiouchas).

- Les Arachnoïdes sont des larves de l’espace tombées en Afrique et dirigées par des "griots" et des "esprits de la jungle". Ils pratiquent la magie, les mutations, le crachat acide et le lancer de toiles d'araignées.

### Boîte n°3
- Les Sashimites respectent le rigide code du Bushido afin d’atteindre la perfection martiale. Elles alignent des samurai, des serviteurs des ninjas, des archers et un shogun impitoyable. Leur base du mont Fuji crée un Kami quand elle est attaquée !

- Les Cosmoplantes sont des plantes hybrides venues d'une planète inconnue. Elles vouent une haine farouche aux dévoreurs de chlorophylle que sont les insectes. Leurs bases végétales sont mobiles !

## Règles
Le jeu se joue à deux joueurs minimum sur un tapis ou une moquette.
Chaque joueur dirige une race extraterrestre ou terrienne composée de deux pions "bases" et d'une douzaine de pions "unités". Le but du jeu est de détruire les deux bases ennemies ou de faire en sorte qu'il ne lui reste plus que deux pions "unités".
La partie se déroule par tours. Le joueur commence par lancer deux dés qui lui indiquent les pions qu'il pourra jouer. Il les déplace en les faisant sauter à l'aide d'un jeton en plastique vierge, appelé « propulseur ».
Chaque pion ne peut se déplacer qu'une seule fois par tour (sauf exceptions). Ainsi, si un joueur tire deux fois la même unité aux dés, il ne pourra pas jouer deux fois la même.
Si un joueur tire aux dés une unité qui n'est plus en jeu sur le terrain, il a la possibilité de la ramener en renfort près d'une de ses bases. Cette manœuvre compte comme un déplacement, l'unité en question ne pourra donc bouger qu'au tour suivant. On ne peut regagner qu'un pion, même si on le tire deux fois.
Si un pion sort de la zone de jeu, il est replacé à l'endroit d'où il était parti. Le déplacement est compté et il ne sera pas possible de le déplacer à nouveau dans le tour.
Un pion couvert par un autre, même un tout petit peu ou par accident, est pris. Les insectes sont aussitôt éliminés (mais peuvent revenir sur un jet de dés adéquat). Les bases sont d'abord retournées sur une face faible ; elles ne se réparent pas et leur destruction signifie la défaite. De plus, chaque base touchée enlève un insecte à son propriétaire. Chaque capture autorise le vainqueur à jouer aussitôt un autre pion non encore déplacé.
Quasiment tous les pions ont une règle spéciale, parfois optionnelle, parfois obligatoire. Ainsi certains pions ont des projectiles : des pions à tirer indépendamment. Leurs effets sont variés, par exemple paralysie ou destruction de la cible. D'autres ont deux faces différentes et leurs règles changent selon leur face exposée.

## Micro Mutants évolution
C'est une nouvelle édition de Micro Mutants pour jouer de 2 à 4 joueurs. Elle est sortie en février 2008, éditée par Nexus et distribuée par Ubik (Edge) en France. Cette nouvelle édition reprend les armées des deux premières boîtes et intègre des règles avancées et un tapis de jeu.
La règle du jeu a été légèrement modifiée, reprenant certains aspects de la toute première version (Xbugs) et les armées ont été rééquilibrées.
Des extensions ont été prévues pour ressortir les armées de la troisième boite, ainsi que deux armées inédites.

## Variantes
Il existe de nombreuses variantes de jeu, dont :
- Mode falaise : tout pion qui sort de la zone de jeu est perdu.
- Mode forteresse : on délimite une zone au centre du tapis de jeu appelée la forteresse. Dès qu'un joueur envoie un pion à l'intérieur de cette zone, il aura la possibilité de tirer à chacun de ses tours un projectile depuis la forteresse. Si le joueur adverse envoie un pion dans la forteresse alors qu'elle est déjà occupée, le pion alors en place est capturé et le pion qui vient d'arriver prend sa place.
- Mode caps : chaque joueur a une bouteille de bière à côté de lui. À chaque pion ennemi qu'un joueur capture, il a droit à un essai pour toucher la capsule de l'adversaire. S'il réussit, l'adversaire a un coup pour « défendre », c’est-à-dire qu'il doit toucher la capsule adverse avec un lancer. S'il rate il boit un coup, et il perd s'il finit sa bière (le nombre minimum de gorgées est à décider en début de partie).

À 3 joueurs et plus :
- Par équipes : des équipes de deux joueurs (ou plus si le tapis est suffisamment grand) s'affrontent selon la même séquence de jeu que pour un jeu « un-contre-un ».
- Chacun pour soi : se joue à au moins trois joueurs. Chaque joueur est seul, et perd s'il n'a plus de bases ou s'il est réduit à deux insectes. Une sous-variante stipule que celui qui élimine un adversaire prend le contrôle de ses pions encore en jeu.

De nombreuses variantes et armées non officielles sont disponibles en téléchargement sur le site Micro-Mutants Reloaded